# Re:make/NO SCARED
《Re:make/NO SCARED》是日本樂隊ONE OK ROCK的第6張單曲，於2011年7月20日發行。

## 簡介
- 與上張單曲《Answer is near》相隔約5個月的新作，首張雙A面單曲。
- 《Re:make》的PV於Facebook的官方專頁中能免費收看。
- 《NO SCARED》為PSP遊戲《BLACK★ROCK SHOOTER THE GAME》的主題曲。

## 收錄曲

### CD
全碟作詞：Taka
1. Re:make(3:23)
  - 作曲：Taka
2. NO SCARED(3:39)
  - 作曲：Toru/Taka
3. Rock,Scissors,Paper(3:33)
  - 作曲：ONE OK ROCK